# Oberea senegalensis
Oberea senegalensis là một loài bọ cánh cứng trong họ Cerambycidae.